# Lal Dighi

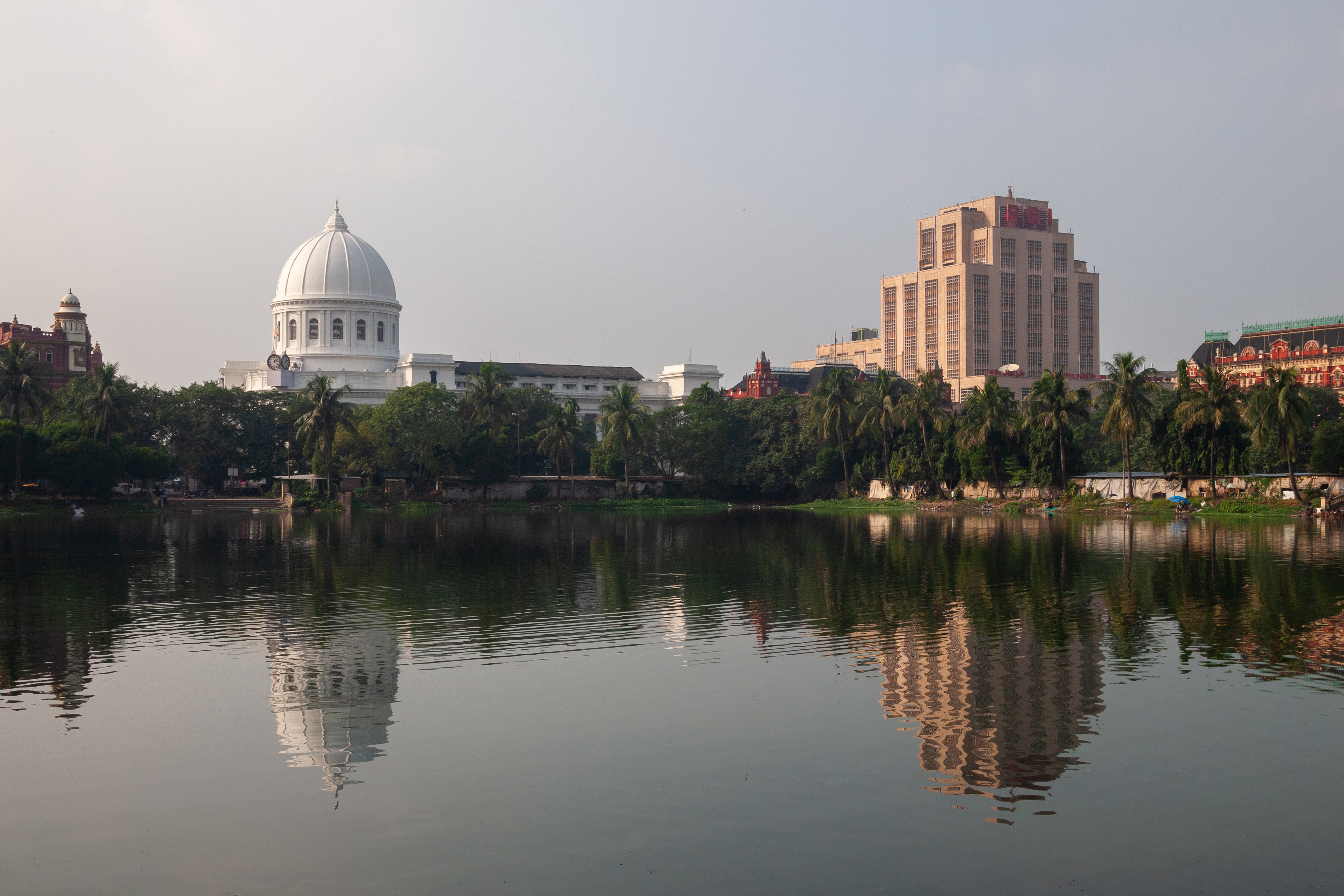
Le 'Lal Dighi' (avec le GPO et Reserve Bank of India' en arrière-plan)

Lal Dighi (en bengali: লালদিঘি) est une pièce d’eau artificielle de grande dimension se trouvant an centre du square appelé B.B.D. Bagh (anciennement ‘Dalhousie Square’), à Kolkata (Inde). Préexistant à la naissance de la ville de Calcutta, le réservoir d’eau, est aujourd’hui aménagé et agrandi, au cœur du quartier des affaires et fait partie de l’histoire de la ville. 

## Histoire
Près de Kalikata, un des trois villages au bord d’un des bras du Gange, le Hooghly, acquis par Job Charnock pour devenir la ville de Calcutta, se trouvait un réservoir d’eau (un pukur, en bengali) qui appartenait à une ancienne famille de zamindars (Sabarna Roy Choudhury) qui y avait son temple familial avec résidence et kutchery (tribunal local). C’est autour de cette pièce d’eau – approfondie et rendue carrée - que s’organisa l’East India Company dans les dernières années du XVIIe siècle. La date acceptée par les historiens comme date de naissance de la ville est 1690. 
L’endroit s’appelle d’abord Tank square. Et ce nom de Lal Dighi - Étang rouge - lui vient naturellement du fait que la réflexion dans l’eau des bâtiments officiels de la Company (en briques rouge) donnait une couleur rouge à l’eau
En 1709 l’étang aux eaux morbides et insalubres est agrandi, approfondi et assaini et ainsi converti en ‘réservoir’ d’eau potable, nécessaire à toute agglomération urbaine. 
Le 18 juin 1756 la bataille de Lal Dighi, pour la prise de Fort William (et contrôle de Calcutta), se déroula à proximité du réservoir. Siradj al-Dawla, dernier nawab indépendant du Bengale met en déroute les forces de la Company. Les Anglais ne reprendront la ville (au même Nawab) qu’un an plus tard, après la victoire de Robert Clive, à Plassey, le 23 juin 1757. 
Au XVIIIe siècle le réservoir (Tank square) se trouve au cœur de la ville et a une superficie de 100 000 m2. Un visiteur, l’amiral néerlandais Stavorinus, le décrit ainsi, en 1770 : « Il a été creusé par ordre du gouvernement, pour fournir aux habitants de Calcutta de l'eau, qui est douce et agréable. Le nombre de sources qui l’alimentent maintient le niveau de l’eau. Il est entouré d’une balustrade en fer. Personne ne peut s’y baigner. »
Sous Warren Hastings, gouverneur général de 1774 à 1785, le réservoir est nettoyé et endigué sur ses quatre côtés. Ses sources souterraines fournissent une eau toujours considérée comme une des meilleures de Calcutta. Le réservoir était la source principale - quasi unique – d’eau potable de Calcutta jusqu'à l’introduction d’un système moderne de distribution d'eau.
Lal Dighi, au centre de ce qui était appelé alors Dalhousie square était entouré sur ses quatre côtés, au-delà de la voie de circulation, de bâtiments les plus prestigieux de l’Inde impériale : le Secrétariat du gouvernement impérial, qui fait toute la largeur du côté nord (aujourd’hui Writers’ building, secrétariat du gouvernement du Bengale occidental), le Bureau central des postes (GPO), avec la Reserve Bank of India (ouest), le Currency office et Central Telegraph office (côté sud), et l’église Saint-André à l’angle nord-est. 

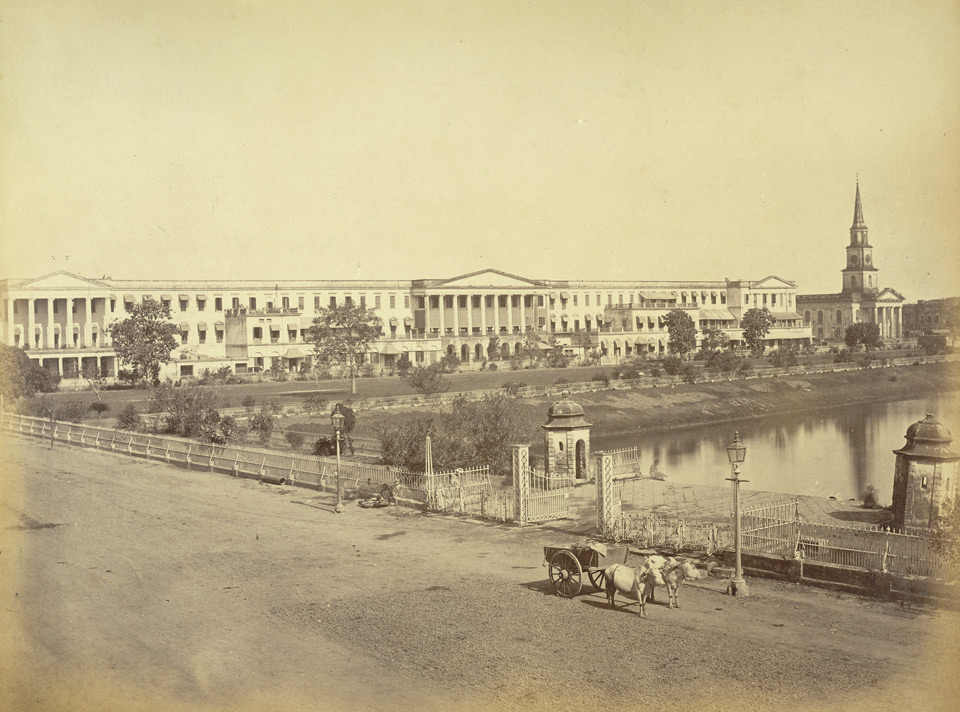
En 1865, avec le secrétariat gouvernemental
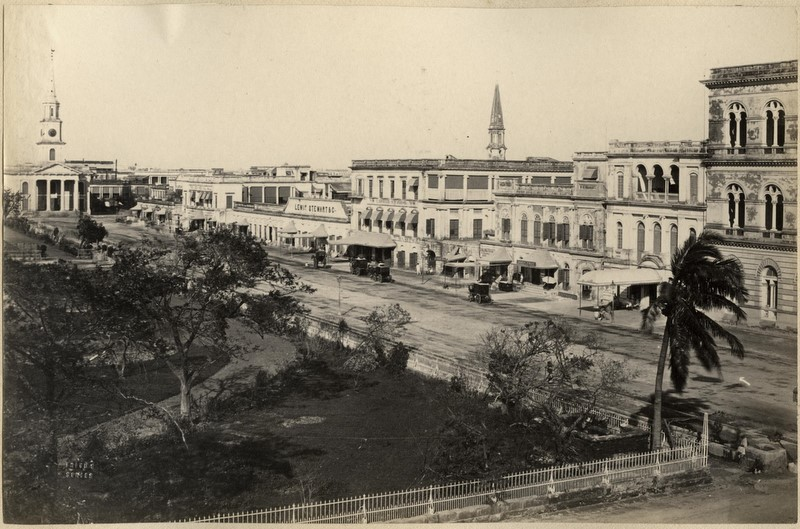
En 1870, côté oriental (église Saint-André)
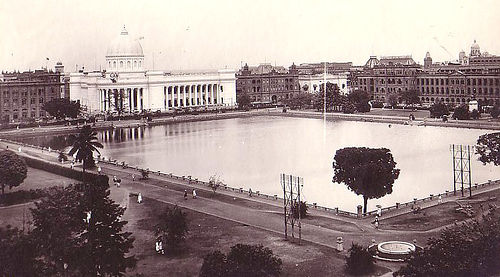
En 1910, avec le General Post Office
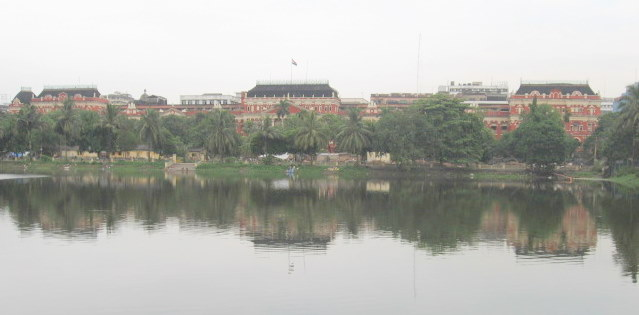
En 1990, avec le nouveau secrétariat ('Writers' building')

## Aujourd’hui
La pression immobilière s’accentue sur ce grand espace au cœur du quartier administratif et des affaires... Il y a déjà, entre la voie de circulation et le réservoir le ‘Central Telephone office’ (côte sud) et un parking souterrain pour les fonctionnaires du Writers building (côté nord). Les associations de protection du patrimoine historique de Calcutta ont fort à faire pour protéger Lal Dighi. Les pompiers de Calcutta ont également leur mot à dire car Lal Dighi est leur principale ressource hydraulique dans ce quartier de Calcutta.